# Honoré Colsen

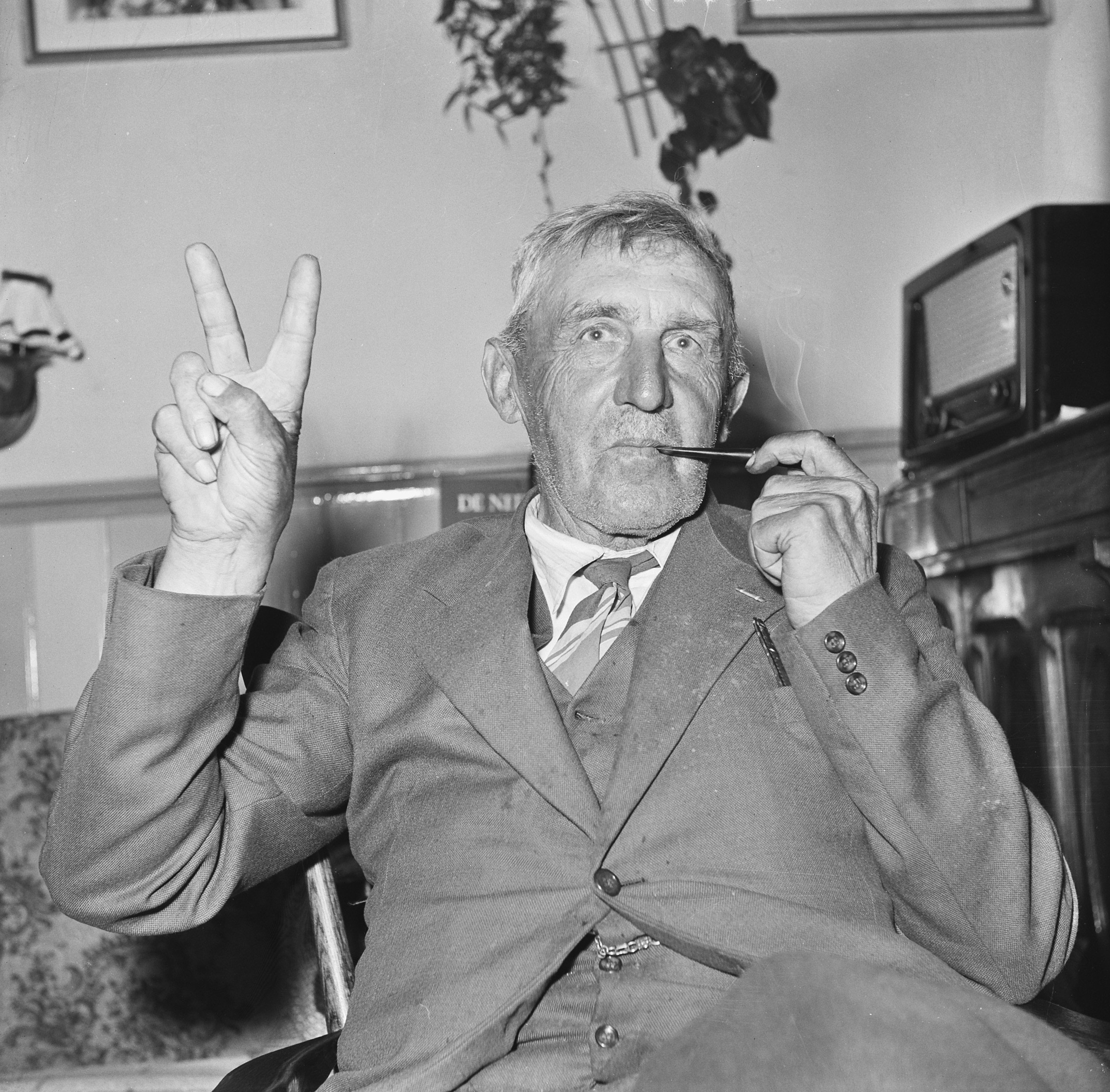
Honoré Colsen op 11 juni 1958

Honoré Joseph Colsen (Hontenisse, 10 november 1885 – Sluiskil, 26 april 1980) was een Zeeuws-Vlaams lokaal politicus en activist, die in de jaren 1950 landelijke bekendheid verwierf als voorvechter van vrije veren over de Westerschelde.

## Biografie
Van beroep veehandelaar en slager, trad hij bij verschillende gelegenheden naar voren als belangenbehartiger van Zeeuws-Vlaanderen. Vanuit Sluiskil, waar hij het grootste deel van zijn lange leven woonde, behartigde Colsen vele tientallen jaren lang de belangen van dit dorp in de gemeenteraad van Terneuzen. Ook op lokaal niveau zijn vele zaken dankzij Colsens inspanningen tot stand gekomen, zoals de aansluiting van Sluiskil op het lichtnet en de jaarlijkse 'Reis van Colsen' voor de ouden van dagen van Sluiskil.
Publieke gelegenheden benutte hij graag voor het houden van redevoeringen over uiteenlopende onderwerpen die hem aan het hart lagen. Dit alles leverde hem de bijnaam 'Burgemeester van Sluiskil' op. Zelfs vandaag de dag klinkt in zijn streek, wanneer men stuit op onwil of onbegrip bij verre overheden, af en toe nog weleens de roep om 'iemand als Colsen' om de zaken op scherp te zetten.

## Vrije veren
Landelijke bekendheid kreeg hij tijdens de mars naar het Binnenhof in Den Haag op 13 juni 1958, die als doel had om vrije veren voor Zeeuws-Vlamingen veilig te stellen. Dit initiatief, uitgevoerd met duizenden mensen, trok landelijk de aandacht en had in psychologisch opzicht een sterk emanciperende uitwerking op de Zeeuws-Vlamingen. Velen van hen ervoeren dit als de eerste keer dat 'hun stem' met kracht werd vertolkt in het verre Den Haag. In 2006 is er een soort vervolg op deze actie ontstaan met de oprichting van het "Actiecomité TunnelTolvrij.nl", dat ijvert voor een tolvrije doorgang door de Westerscheldetunnel.

## Nagedachtenis
In 2009 kreeg de herinnering aan Colsen in Sluiskil een vaste plek aan het 'Straatje van Colsen', een voetpad door het plantsoen aan de Baljuwlaan. Hier werd een borstbeeld van Colsen geplaatst. Tevens werd hier de eerste lantaarnpaal geplaatst, ter herinnering aan zijn initiatief om Sluiskil in 1923 alsnog aan te sluiten op het elektriciteitsnet, voorzien van een bordje met de tekst 'Door eigen kracht tot stand gebracht'. Op 15 mei 2009 werd het borstbeeld onthuld door wethouder Co van Schaik en Colsens kleinzoon Theo.